# Storie di uomini e non
Storie di uomini e non è un album del gruppo progressive rock italiano Rocky's Filj pubblicato nel 1973.

## Tracce
1. L'ultima spiaggia – 13:15
2. Il soldato – 6:17
3. E – 3:57
4. Io robot – 7:41
5. Martino – 5:41

## Musicisti
- Rocky Rossi — voce, sax contralto, sax baritono, clarinetto
- Roby Grablovitz – chitarra elettrica, flauto
- Luigi Ventura – basso elettrico, trombone
- Rubino Colasante – batteria, contrabbasso